# Reloj linterna

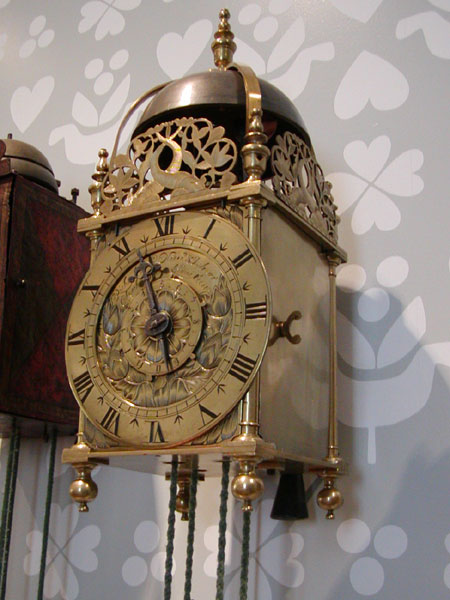
Reloj de linterna, con la inscripción: 'Richard Ames Neere St. Andrew's Church in Holborn Londini Fecit'

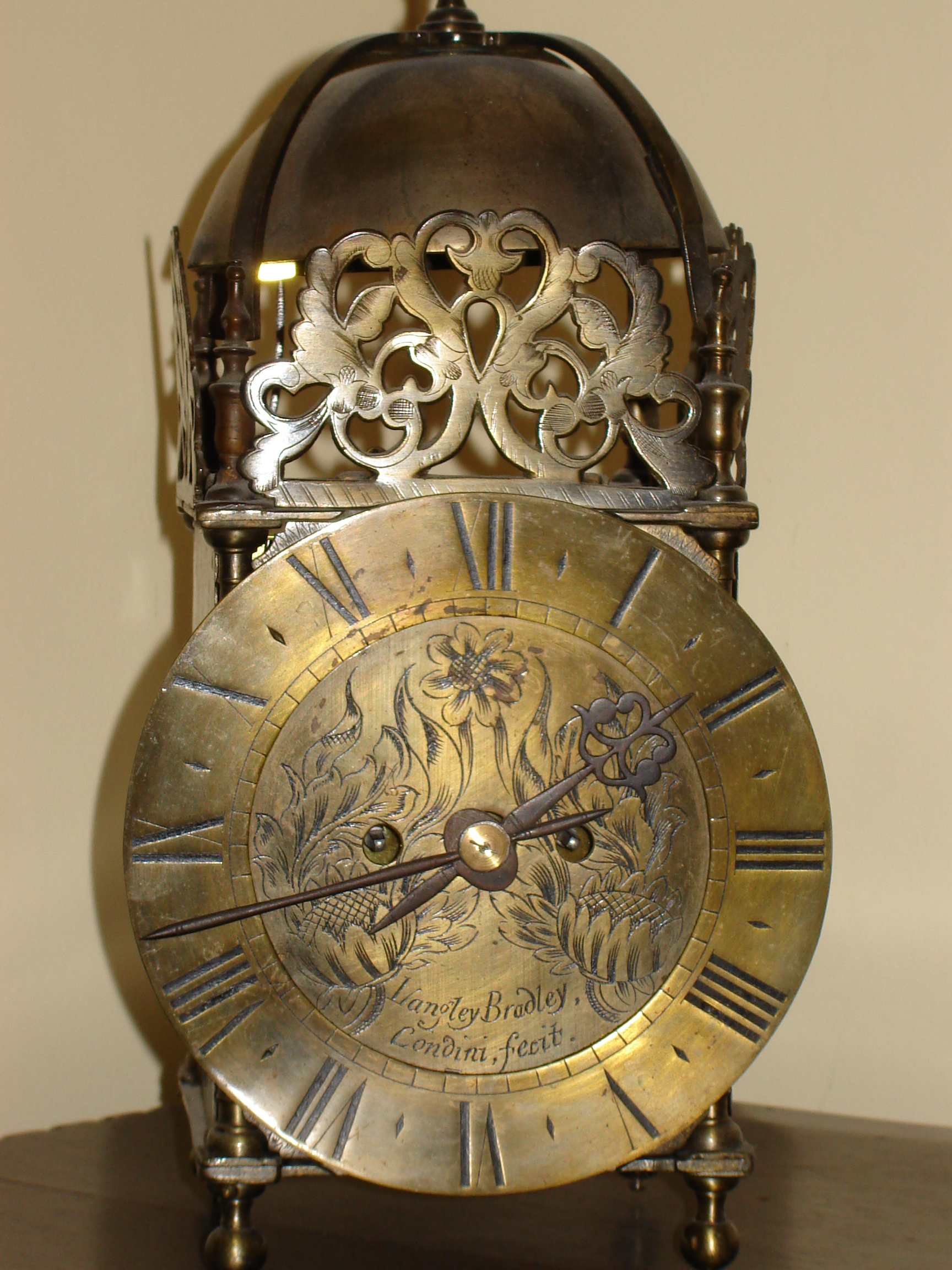
Reloj linterna por Langley Bradley, Londres, c. 1700. Convertido en mecanismo de resorte (con el sistema de pesas eliminado).

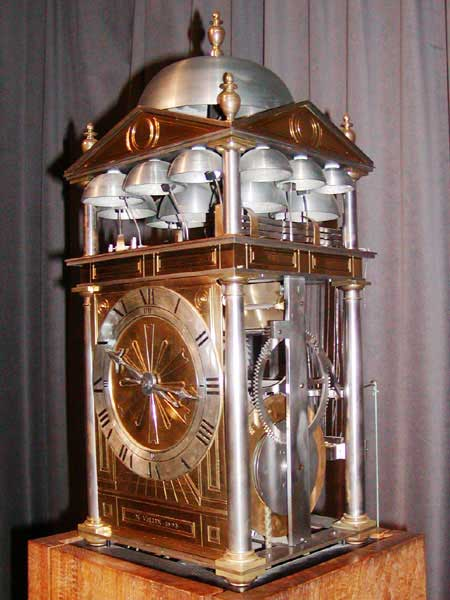
Reloj firmado por 'N. Vallin 1598' Fotografía de una réplica expuesta en el Museo Holandés 'Van Speelklok tot Pierement' en Utrecht. El reloj original está en el Museo Británico en Londres.

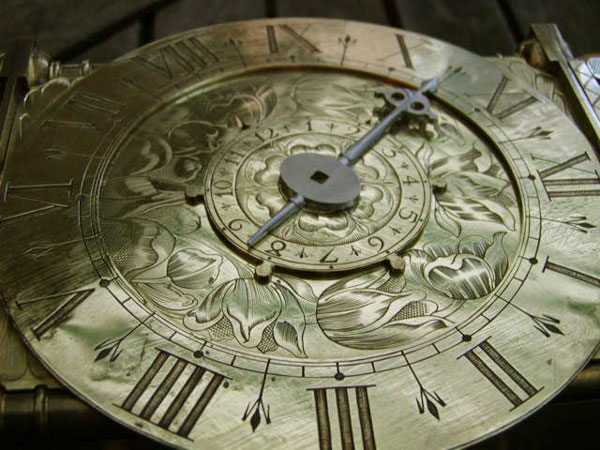
Ejemplo de una decoración con tulipanes en el dial de un reloj de linterna

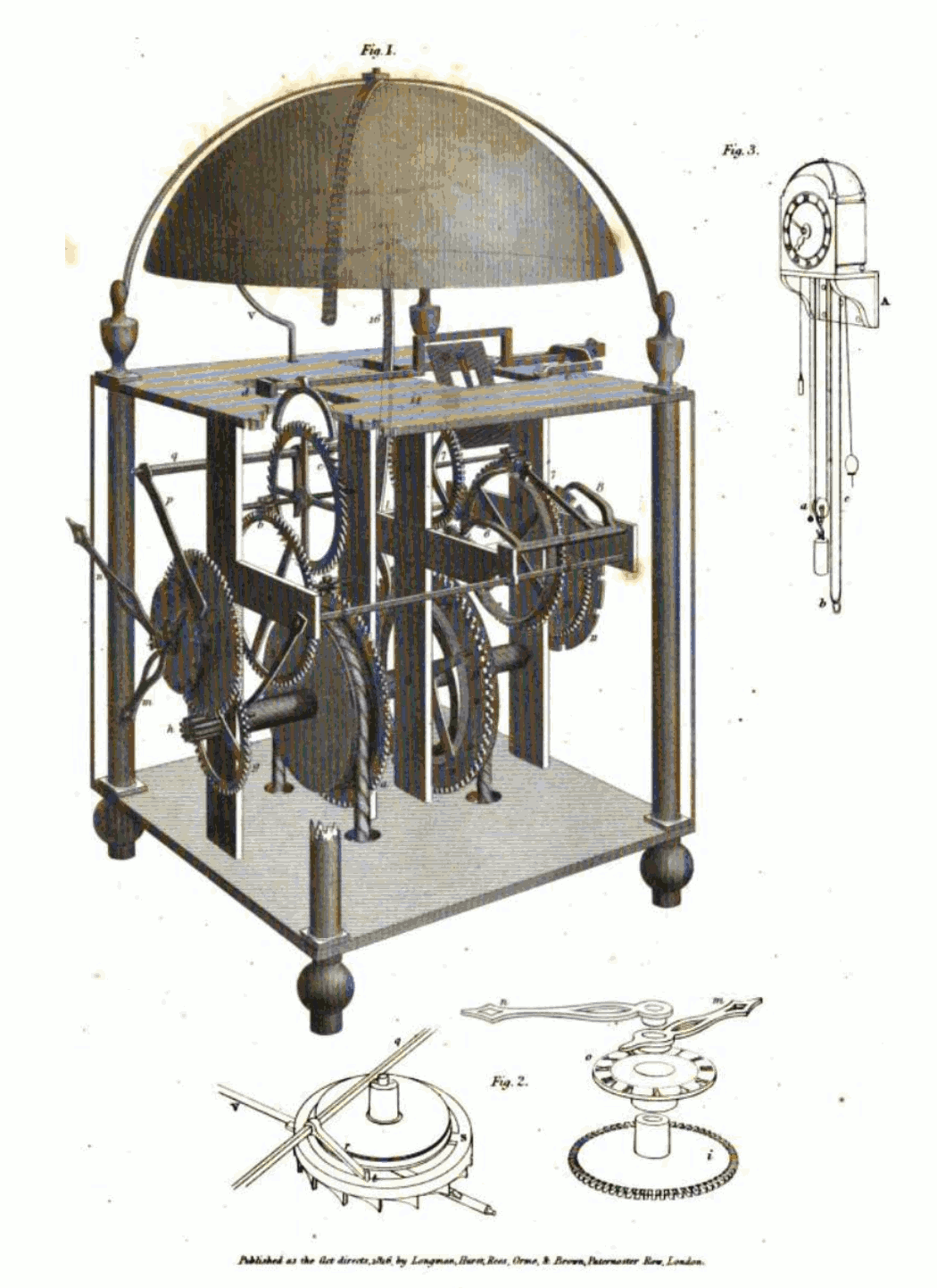
Movimiento de reloj con escape de áncora

El "reloj linterna", seguramente llamado así por su aspecto, fue el primer tipo de reloj ampliamente utilizado en casas particulares. Son relojes de pared, accionados mediante pesas colgantes. Probablemente aparecieron antes del año 1500,  pero solo empezaron a ser comunes después de 1600 (en Gran Bretaña, hacia 1620). Quedaron obsoletos en el siglo XIX.

## Origen del nombre
Hay dos teorías sobre el origen del nombre 'reloj linterna'.  Una es que el nombre deriva de su forma; similar a una linterna rectangular de aquel período, y que como esta, se colgaba de la pared. La otra es que el nombre hace referencia al bronce, el metal principal del cual los relojes de linterna suelen estar hechos. Las aleaciones de cobre (el bronce es una de ellas), antiguamente eran a menudo llamadas latten, y 'linterna' podría ser una corrupción de esta palabra. En inventarios de fabricantes antiguos, los relojes de linterna son normalmente denominados 'relojes de casa', 'relojes de habitación' o sencillamente 'relojes'. En la Inglaterra de siglo XVII, y durante más de cien años, fueron casi el único tipo de relojes 'domésticos' existentes. Otros nombres utilizados para estos relojes (en inglés) son bedpost, birdcage, Cromwellian o Sheep's head.

## Historia

### Origen y expansión
El reloj linterna tiene su origen hacia el año 1500 en talleres artesanos de Flandes y de Francia, desde donde se extendieron por toda Europa. A finales del siglo XVI, ya se fabricaban en talleres establecidos en Londres. Inicialmente, al tratarse de objetos muy caros, su uso estaba limitado a la nobleza; aunque poco a poco se fue extendiendo a las clases acomodadas. La mayor parte de la población seguía dependiendo de relojes de sol o de los relojes de los campanarios para saber la hora.
Está generalmente aceptado que los primeros relojes de linterna ingleses fueron construidos por Frauncoy Nowe y Nicholas Vallin, dos hugonotes exiliados de Flandes.
Los relojes linterna fueron producidos en grandes cantidades durante las décadas anteriores a la invención del péndulo por el científico holandés Christiaan Huygens en 1656.

### Obsolescencia
El desarrollo de relojes más evolucionados supuso su progresiva desaparición, prácticamente total a principios del siglo XIX. Sin embargo, se continuaron exportando a Turquía hasta empezado el siglo XX, y fueron objeto de interés durante la época victoriana. Desgraciadamente, este interés supuso que casi siempre se sustituyeran las maquinarias antiguas (incluso de renombrados relojeros), por lo que es muy difícil encontrar ejemplares originales.

## Características
Los relojes linterna estaban construidos casi enteramente en bronce, mientras que la mayoría de los relojes anteriores habían sido construidos con hierro y madera. Su aspecto típico es el de una caja cuadrada sobre pies esféricos o de urna, con un dial circular grande (coronado por una serie de timbres de sonería que se extienden por fuera del ancho de la caja en ejemplos tempranos), solamente una aguja (la horaria), y una gran campana con un remate superior. Los relojes normalmente estaban decorados con motivos ornamentales calados situados encima del marco.
Originalmente, eran accionados por pesas: normalmente un peso para el reloj, y un segundo peso para la sonería. Posteriormente, se construyeron algunos modelos accionados por resortes, y muchos otros fueron transformados en relojes de péndulo.
Antes de la aplicación del péndulo, los relojes de linterna primitivos utilizaban una rueda de giro continuo, moderada por un sistema mecánico no oscilante, por lo que su exactitud quedaba limitada a unos 15 minutos por día. El péndulo, rápidamente adoptado (incluso en los modelos antiguos), aumentó notablemente la exactitud de estos relojes. Sin embargo, quizá por motivos de tradición, se siguieron fabricando con una sola aguja.